# 高谷英城
高谷 英城 （たかや えいじょう、1885年8月 - 1954年〈昭和29年〉2月6日）は、日本の銀行家。津軽銀行取締役や青森銀行頭取を歴任した。

## 来歴
1885年に青森県の素封家である高谷家に生まれた。父親は多額納税者の高谷貞助。
叔父である高谷貞次郎が創業した津軽銀行の取締役となる。1943年に津軽銀行は元国立銀行の第五十九銀行などと合併して青森銀行が誕生する。この際、高谷は佐々木嘉太郎から頭取職を譲り受け1952年まで在任し、のちに初代会長となる。
高谷が別邸「玄覧居」として使用した翠明荘（旧高谷家別邸）はその歴史的価値が認められ、青森県や国の登録有形文化財に登録されている。
貴族院多額納税者議員の互選資格を有した。

## 親族
- 父: 高谷貞助[1] （慶応元年生まれ[1]、津軽銀行相談役、県多額納税者)
- 母:高谷たけ（小島惠助の姪）
- 妻:まゆ（1891年生まれ、尾上銀行頭取清藤辨吉長女、尾上銀行専務取締役清藤盛美の孫、弟に清藤家26代当主清藤盛治、義妹は津軽銀行取締役佐藤源蔵 (貴族院議員)二女リヱ)
- 叔父:高谷貞次郎 （明治3年生まれ、津軽銀行頭取）
- 叔母:高谷とく（明治元年生まれ、士族。山田源次郎および神学者山田寅之助の妹）
- 弟: 高谷英稔（1907年生まれ）
  - 妻: クニ（士族齋藤熊五郞妹）
- 妹:中村きさ（1891年生まれ、中村鐵之助長男・長吉郞の妻）
- 妹:いと（1892年生まれ、山内藏五郞二男・北海道帝国大学卒農林技師山内政五郞の妻）
- 妹:きくよ (1900年生まれ、陸軍中佐 第二十師団兵器部長 蔭山常雄の妻)
- 長男:正二 (大正2年生まれ、早稲田大学政治経済学部卒 弘前市議会議長)
- 正二妻: 益 ( 大正7年生まれ、能代高女卒、第四十八国立銀行取締役 平川直太郎長女 叔父の兄弟 貴族院議員 秋田銀行頭取 辻兵吉 (3代目) 伯叔母の父 雄勝銀行取締役 高久多吉)
- 次男:進三 (大正6年生まれ、早稲田大学法学部卒、商工組合中央金庫勤務)
- 進三妻: 愛子 (大正11年生まれ、青森高女卒、兄弟 洋画家 小館善四郎、青和銀行頭取 小館貞一伯母の父 衆議院議員、貴族院議員 津島源右衛門)
- 三男: 哲夫 (麻布獣医専門学校卒、農務省馬政局勤務 )
- 長女:ゆきの ( 川越産婦人科医院院長 医学博士 川越武一郎妻[7])